# 中国生理学会
中国生理学会是中华人民共和国生理学工作者组成的群众性学术团体，是中国科学技术协会主管的社会团体，1926年2月在北平成立。